# Crosby (Kumbria)
Crosby – wieś w Anglii, w Kumbrii. Leży 36 km na południowy zachód od miasta Carlisle i 421 km na północny zachód od Londynu. W 2015 miejscowość liczyła 809 mieszkańców.